# Phil Davis (kampsportare)
Phil Kwabina Davis, född 25 september 1984 i Harrisburg, är en amerikansk MMA-utövare som tävlar i Bellator MMA där han mellan november 2016 och juni 2017 var organisationens mästare i lätt tungvikt. Davis tävlade 2010–2015 i Ultimate Fighting Championship. Sedan 2015 tävlar han i Bellator där han 2016-2017 var mästare i lätt tungvikt.